# ICarly: Летим в Японию
«iCarly: Летим в Японию» (англ. iCarly: iGo to Japan) — полнометражный фильм 2008 года от Nickelodeon Movies, премьера которого состоялась 8 ноября 2008 года на канале Nickelodeon. Это первый фильм, основанный на ситкоме «АйКарли». В России премьера состоялась 23 января 2010 года на Nickelodeon Russia.

## Сюжет
Карли, Сэм и Фредди вместе со Спенсером и миссис Бенсон летят в Японию, где шоу iCarly номинировано на премию iWeb Awards. Билеты в Японию были высланы только Карли, Сэм и Фредди, но миссис Бенсон не отпустила Фредди одного в Японию. В результате отсутствия билета для миссис Бенсон, Спенсер находит альтернативный способ попасть в Японию. Они полетели туда на грузовом самолёте, везущем опоссумов в Корею. Ребятам приходится выпрыгнуть из самолёта, ведь он пролетал над Японией, но не садился (ТоКо сказал что выбросит их над Японией). В конечном счёте, они добрались до отеля, в котором для ребят был зарезервирован номер. На следующий день к ребятам пришли Кеоко и Юки, звезды конкурирующего веб-шоу. Они дарят Спенсеру и миссис Бенсон билеты на бесплатный массаж и идут по магазинам с командой iCarly.
На самом деле Кеоко и Юки хотели помешать iCarly победить на iWeb Awards. Они пять часов подряд возили ребят по Токио, а потом хитростью высадили их из машины на шоссе и уехали. В это время Спенсер и миссис Бенсон были завернуты массажистами в водоросли и не могли освободиться. Но всё-таки удалось выбраться. Спенсер и миссис Бенсон отправляются на поиски ребят. Мама Фредди вживила микрочип в сына, который позволял ей отследить его по GPS. Так они нашли ребят. Хоть им и удалось добраться до iWeb Awards, они не могут войти в здание, потому что охранник не говорит по-английски. Попытка миссис Бенсон обмануть охрану проваливается.
Охрана держит Карли, Сэм, Фредди, Спенсера и миссис Бенсон в их офисе. Карли и Сэм пытаются объяснить охраннику ситуацию. В это время Фредди подключает свою камеру к главному экрану iWeb Awards, и хотя это не тот ролик, который Карли и Сэм записали для церемонии, они все же побеждают в номинации «Лучшая комедия». Кеоко и Юки арестовывают за похищение. Ребята возвращаются в Сиэтл на рыбацкой лодке.

## В ролях
- Миранда Косгроув — Карли
- Дженет Маккарди — Сэм
- Натан Кресс — Фредди
- Джерри Трейнор — Спенсер
- Мэри Шир — миссис Бенсон
- Элли Матцумура — Кеоко
- Гарри Шам-младший — Юки
- Майкл Батлер Мюррэй — мистер Вилкинс
- Дон Старк — пилот самолёта
- Джереми Роули — Льюберт